# Tim Eicke
Tim Eicke (* 27. Juli 1966 in Hannover) ist ein britisch-deutscher Jurist und Richter am Europäischen Gerichtshof für Menschenrechte.

## Leben und Wirken
Eicke studierte ab 1986 Rechtswissenschaften an der Universität Passau, wechselte 1988 aber an die University of Dundee, wo er 1992 den Bachelor of Laws in englischem Recht erwarb. Seit 1993 ist er in Großbritannien als Barrister zugelassen und tätig. Seit 2001 ist er Mitglied der Honourable Society of Lincoln’s Inn, einer der vier englischen Anwaltskammern, und erwarb sich durch diese Tätigkeit vertiefte Kenntnisse in den Gebieten des Verfassungsrechts, Europarechts, Völkerrechts sowie des Internationalen Menschenrechtsschutzes. Mittlerweile gilt er als einer der führenden britischen Experten auf diesen Gebieten. Seit 2011 ist er Kronanwalt, seit 2014 Bencher am Lincoln’s Inn Court. 2017 verlieh ihm die Universität Dundee die Ehrendoktorwürde.
Im Juni 2016 wurde Eicke als Nachfolger von Paul Mahoney als Vertreter Großbritanniens zum Richter am Europäischen Gerichtshof für Menschenrechte gewählt. Er trat seine voraussichtlich bis 2025 dauernde Amtszeit am 12. September 2016 an.